# 克萊斯維爾 (阿拉巴馬州)
克萊斯維爾（英語：Claysville）是一個位於美國阿拉巴馬州馬歇爾縣的非建制地區。該地的面積和人口皆未知。

## 地理
克萊斯維爾的座標為34°24′28″N 86°16′19″W / 34.40778°N 86.27194°W，而該地的平均海拔高度為190米（即623英尺）。